# Superliga de voleibol 2009-10
La Superliga masculina de voleibol de España 2009-10 fue el XLVI torneo de la máxima categoría de liga del voleibol español, organizado por la Real Federación Española de Voleibol (RFEVB), cuyo ganador final fue el defensor del título, CAI Teruel.
El Tenerife Sur y el Multicaja Fábregas Sport ocuparon las dos plazas de descenso a la Superliga 2, pero mantuvieron la categoría para la siguiente temporada ya que ocuparon las plazas del UCAM Murcia y del Cajasol Puerto Real, que por problemas económicos desaparecieron en el mes de junio de 2010.

## Sistema de competición
Se disputó entre 12 equipos por sistema de liga a doble vuelta entre el 10 de octubre de 2009 y el 13 de marzo de 2010 y un play-off final de tres rondas entre los ocho primeros clasificado en la primera fase. La ronda de cuartos de final será al mejor de 3 partidos, con ventaja de campo para los equipos mejor clasificados en la ronda liguera. Las semifinales y final se disputaron por idéntico sistema pero con cinco partidos. Así pues el ganador de esta última ronda fue el campeón de la competición.
Por otro lado los dos últimos clasificados descendieron a la Superliga 2.
Asimismo los equipos que se encuentren entre los 8 primeros clasificados al término de la primera vuelta disputaron la Copa del Rey.

## Equipos
| Nombre                      | Sede                      | Región           | Pabellón                             |
| --------------------------- | ------------------------- | ---------------- | ------------------------------------ |
| CAI Teruel                  | Teruel                    | Aragón           | Pabellón Municipal Los Planos        |
| Unicaja Almería             | Almería                   | Andalucía        | Palacio de Deportes Mediterráneo     |
| Palma Volley                | Palma de Mallorca         | Baleares         | Polideportivo Toni Piza              |
| Ciudad Medio Ambiente Soria | Soria                     | Castilla y León  | Pabellón Polideportivo Los Pajaritos |
| Tarragona SPSP              | Tarragona                 | Cataluña         | Pabellón Club Gimnástic              |
| Tenerife Sur                | Arona (Tenerife)          | Canarias         | Pabellón Jesús Domínguez Grillo      |
| UCAM Murcia                 | Murcia                    | Región de Murcia | Pabellón Príncipe De Asturias        |
| Multicaja Fábregas Sport    | Zaragoza                  | Aragón           | CDM Siglo XXI                        |
| FC Barcelona                | Barcelona                 | Cataluña         | Pabellón del Valle de Hebrón         |
| 7 Islas Vecindario          | Vecindario (Gran Canaria) | Canarias         | Pabellón Deportes de Santa Lucía     |
| Caravaca Año Santo 2010     | Caravaca (Murcia)         | Murcia           | Pabellón Juan Antonio Corbalán       |
| Cajasol Puerto Real         | Puerto Real (Cádiz)       | Andalucía        | Pabellón Municipal                   |

## Clasificación liga regular
| Pos | Equipo                      | J  | G3 | G2 | P1 | P0 | SF | SC | Pts. |
| --- | --------------------------- | -- | -- | -- | -- | -- | -- | -- | ---- |
| 1   | Unicaja Almería             | 22 | 19 | 2  | 0  | 1  | 63 | 14 | 61   |
| 2   | CAI Teruel                  | 22 | 14 | 4  | 1  | 3  | 57 | 26 | 51   |
| 3   | UCAM Murcia                 | 22 | 10 | 2  | 5  | 5  | 49 | 37 | 39   |
| 4   | FC Barcelona                | 22 | 10 | 4  | 1  | 7  | 49 | 38 | 39   |
| 5   | Tarragona SPiSP             | 22 | 9  | 2  | 3  | 8  | 43 | 40 | 34   |
| 6   | Palma Volley                | 22 | 5  | 5  | 9  | 3  | 50 | 47 | 34   |
| 7   | 7 Islas Vecindario          | 22 | 7  | 4  | 3  | 8  | 44 | 46 | 32   |
| 8   | Ciudad Medio Ambiente Soria | 22 | 7  | 3  | 1  | 11 | 39 | 47 | 28   |
| 9   | Cajasol Puerto Real         | 22 | 5  | 4  | 3  | 10 | 36 | 51 | 26   |
| 10  | Caravaca Año Santo 2010     | 22 | 5  | 3  | 3  | 11 | 35 | 51 | 24   |
| 11  | Tenerife Sur                | 22 | 2  | 2  | 6  | 12 | 27 | 59 | 16   |
| 12  | Multicaja Fábregas Sport    | 22 | 1  | 3  | 3  | 15 | 25 | 61 | 12   |

|  | Clasificados para el play-off |
|  | Descienden a Superliga 2      |

J = Partidos Jugados; G3 = Partidos Ganados - 3 puntos (3-0 o 3-1); G2 = Partidos Ganados - 2 puntos (3-2); P1 = Partidos perdidos - 1 punto (2-3); P0 = Partidos perdidos - 0 puntos (1-3 o 0-3); SF = Sets a favor; SC = Sets en contra
- A partir de esta temporada 2009-2010 se implanta un nuevo sistema de puntuación en el que en las victorias por 3-0 y 3-1 se otorgan 3 puntos al vencedor y 0 al perdedor, mientras que en las victorias por 3-2 se otorgan 2 puntos al vencedor y 1 al perdedor.

## Play-off
|  | Cuartos de final                      | Cuartos de final                      |                 |                 | Semifinales                                                       | Semifinales                                                       |  |                 | Final                                                         | Final                                                         |  |
|  | 27 de marzo 31 de marzo 4 de abril(*) | 27 de marzo 31 de marzo 4 de abril(*) |                 |                 | 10 de abril 11 de abril 16 de abril 17 de abril(*) 20 de abril(*) | 10 de abril 11 de abril 16 de abril 17 de abril(*) 20 de abril(*) |  |                 | 24 de abril 25 de abril 30 de abril 1 de mayo(*) 5 de mayo(*) | 24 de abril 25 de abril 30 de abril 1 de mayo(*) 5 de mayo(*) |  |
|  |                                       |                                       |                 |                 |                                                                   |                                                                   |  |                 |                                                               |                                                               |  |
|  |                                       |                                       |                 |                 |                                                                   |                                                                   |  |                 |                                                               |                                                               |  |
|  | Unicaja Almería                       | 2                                     |                 |                 |                                                                   |                                                                   |  |                 |                                                               |                                                               |  |
|  | Unicaja Almería                       | 2                                     |                 |                 |                                                                   |                                                                   |  |                 |                                                               |                                                               |  |
|  | Ciudad Medio Ambiente Soria           | 0                                     |                 |                 |                                                                   |                                                                   |  |                 |                                                               |                                                               |  |
|  | Ciudad Medio Ambiente Soria           | 0                                     |                 | Unicaja Almería | 3                                                                 |                                                                   |  |                 |                                                               |                                                               |  |
|  |                                       |                                       |                 | Unicaja Almería | 3                                                                 |                                                                   |  |                 |                                                               |                                                               |  |
|  |                                       |                                       | Tarragona SPiSP | 0               |                                                                   |                                                                   |  |                 |                                                               |                                                               |  |
|  | FC Barcelona                          | 0                                     | Tarragona SPiSP | 0               |                                                                   |                                                                   |  |                 |                                                               |                                                               |  |
|  | FC Barcelona                          | 0                                     |                 |                 |                                                                   |                                                                   |  |                 |                                                               |                                                               |  |
|  | Tarragona SPiSP                       | 2                                     |                 |                 |                                                                   |                                                                   |  |                 |                                                               |                                                               |  |
|  | Tarragona SPiSP                       | 2                                     |                 |                 |                                                                   |                                                                   |  | Unicaja Almería | 0                                                             |                                                               |  |
|  |                                       |                                       |                 |                 |                                                                   |                                                                   |  | Unicaja Almería | 0                                                             |                                                               |  |
|  |                                       |                                       | CAI Teruel      | 3               |                                                                   |                                                                   |  |                 |                                                               |                                                               |  |
|  | UCAM Murcia                           | 0                                     | CAI Teruel      | 3               |                                                                   |                                                                   |  |                 |                                                               |                                                               |  |
|  | UCAM Murcia                           | 0                                     |                 |                 |                                                                   |                                                                   |  |                 |                                                               |                                                               |  |
|  | Palma Volley                          | 2                                     |                 |                 |                                                                   |                                                                   |  |                 |                                                               |                                                               |  |
|  | Palma Volley                          | 2                                     |                 | Palma Volley    | 0                                                                 |                                                                   |  |                 |                                                               |                                                               |  |
|  |                                       |                                       |                 | Palma Volley    | 0                                                                 |                                                                   |  |                 |                                                               |                                                               |  |
|  |                                       |                                       | CAI Teruel      | 3               |                                                                   |                                                                   |  |                 |                                                               |                                                               |  |
|  | CAI Teruel                            | 2                                     | CAI Teruel      | 3               |                                                                   |                                                                   |  |                 |                                                               |                                                               |  |
|  | CAI Teruel                            | 2                                     |                 |                 |                                                                   |                                                                   |  |                 |                                                               |                                                               |  |
|  | 7 Islas Vecindario                    | 0                                     |                 |                 |                                                                   |                                                                   |  |                 |                                                               |                                                               |  |
|  | 7 Islas Vecindario                    | 0                                     |                 |                 |                                                                   |                                                                   |  |                 |                                                               |                                                               |  |
|  |                                       |                                       |                 |                 |                                                                   |                                                                   |  |                 |                                                               |                                                               |  |

(*) Si fueran necesarios
| Campeón de Superliga 2009-10 |
| ---------------------------- |
| CAI Voleibol Teruel          |
| Segundo título               |

| Predecesor: Temporada 2008-09 | Superliga masculina de voleibol de España 2009-10 | Sucesor: Temporada 2010-11 |